# Alex Neuberger
Alexander James Neuberger (Minnesota, 27 de novembro de 1992) é um ator norte-americano. A concretização de seu sucesso veio a partir de sua atuação no filme Underdog.

## Filmografia
| Filmes | Filmes          | Filmes            | Filmes        |
| Ano    | Título Original | Título (Brasil)   | Papel         |
| ------ | --------------- | ----------------- | ------------- |
| 2006   | Running Scared  | No Rastro da Bala | Nicky Gazelle |
| 2007   | Underdog        | Vira Lata         | Jack Unger    |

## Prêmios e Indicações
| Prêmios | Prêmios   | Prêmios             | Prêmios           | Prêmios           |
| Ano     | Resultado | Premiação           | Categoria         | Título            |
| ------- | --------- | ------------------- | ----------------- | ----------------- |
| 2007    | Indicado  | Young Artist Awards | Melhor Ator Jovem | No Rastro da Bala |
| 2008    | Indicado  | Young Artist Awards | Melhor Ator Jovem | Vira Lata         |